# Subida mecânica
Subida mecânica é o termo genérico dado a qualquer transporte utilizado para vencer uma encosta importante, pelo que o seu campo de ação em conjunto é o de uma estância de esqui para transportar os esquiadores.

## Tipos

### Terrestres
Entre outros existe além do comboio a cremalheira, o telesqui, o funicolar assim como o  tapete rolante, este muito utilizado com crianças a aprenderem a esquiar.

### Aéreo
Entre outros existe o funitel, a telecadeira, a telecabine,  e o teleférico

## Imagens

Tipos de subidas mecânicas:
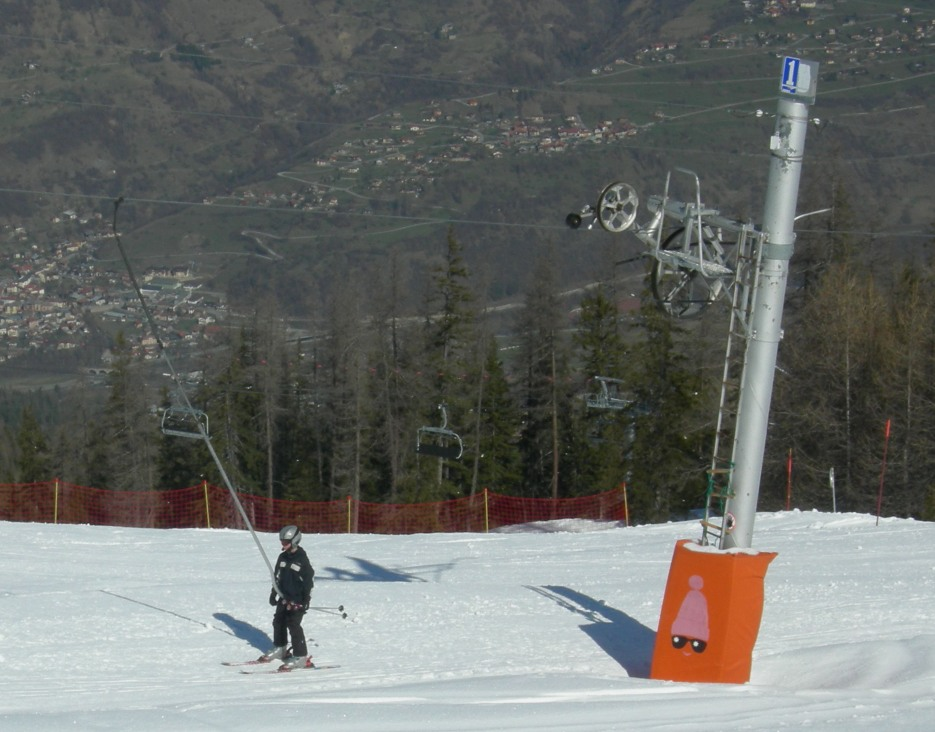
Telesquis
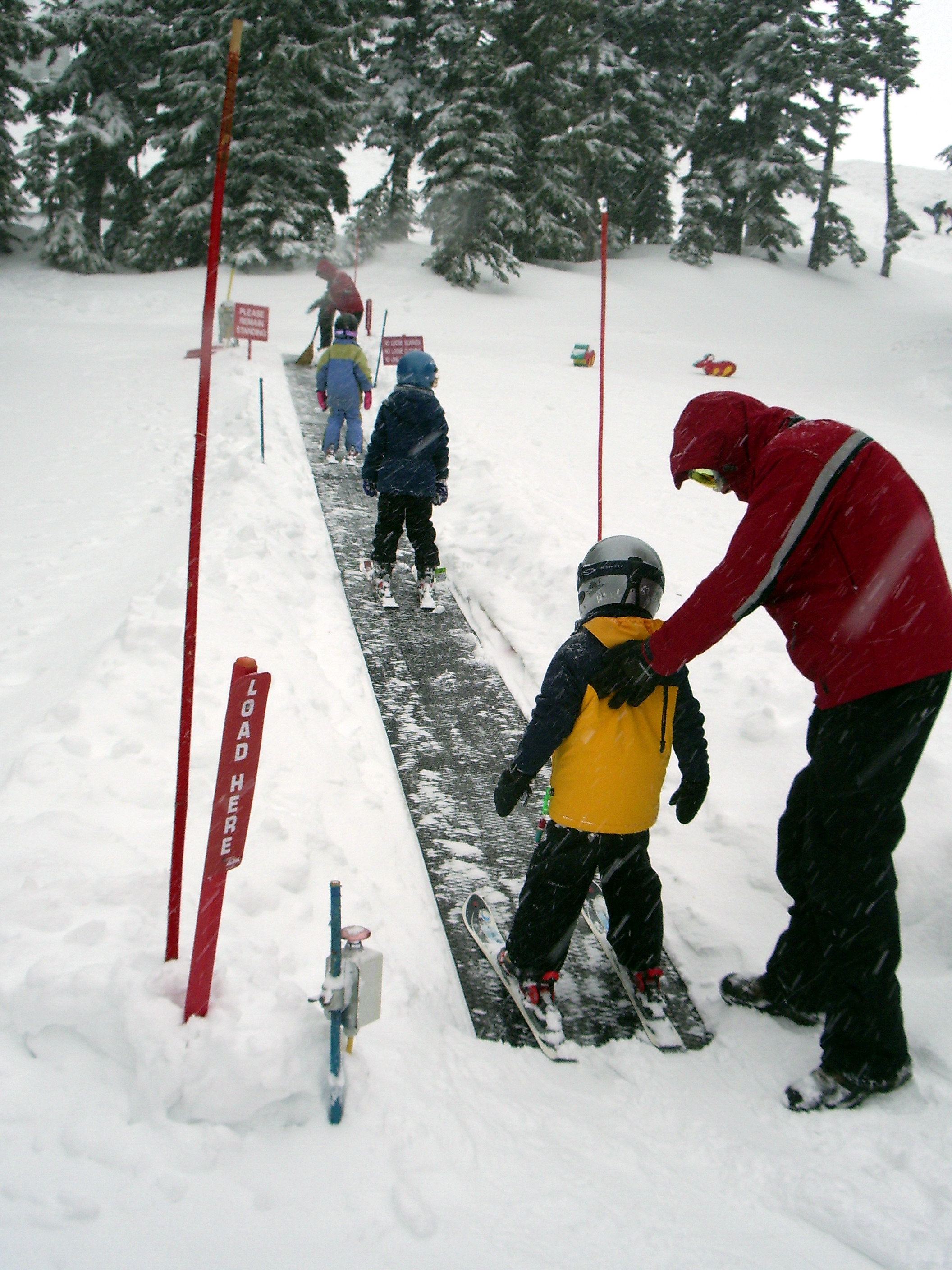
Tapete rolante
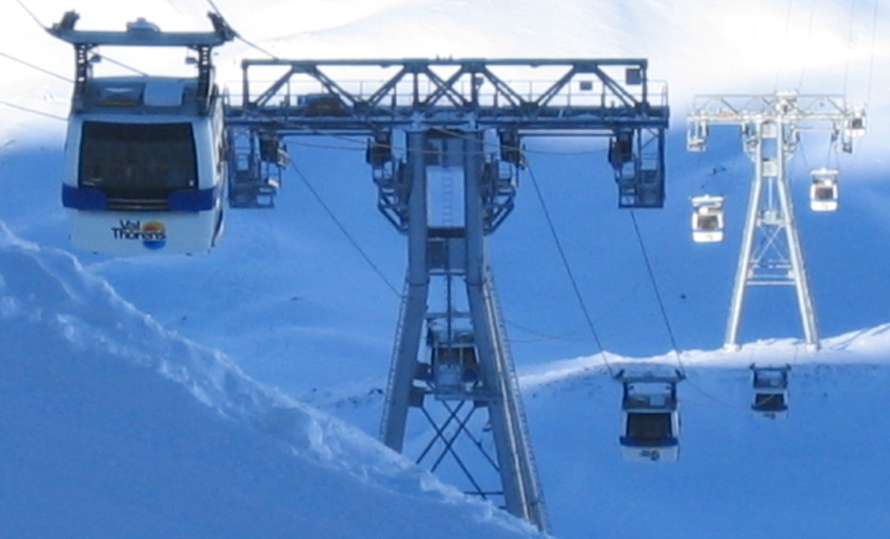
Funitel em Val Thorens
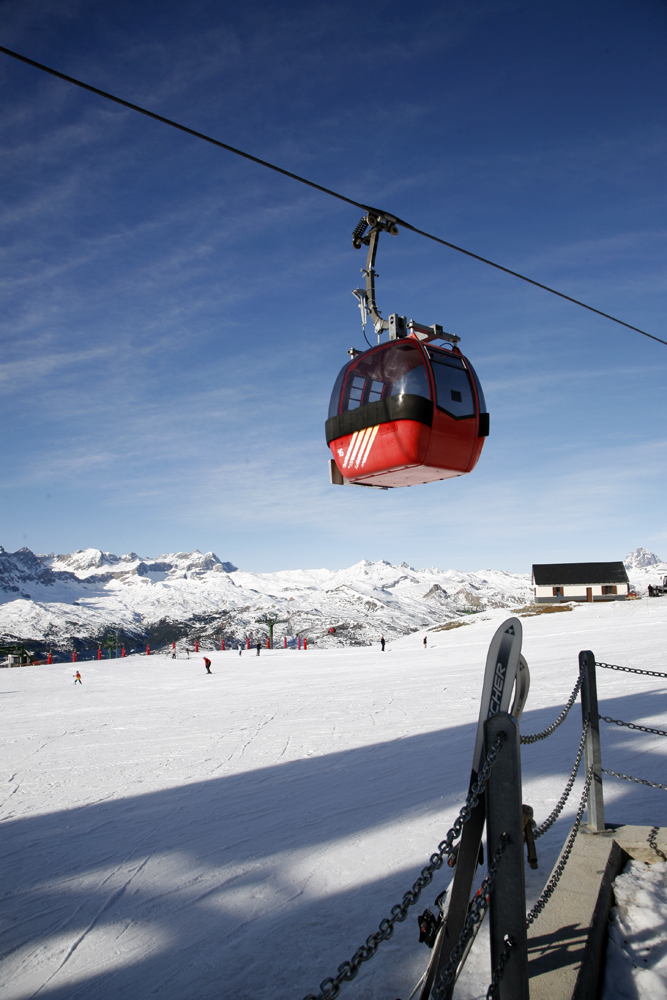
Telecabine
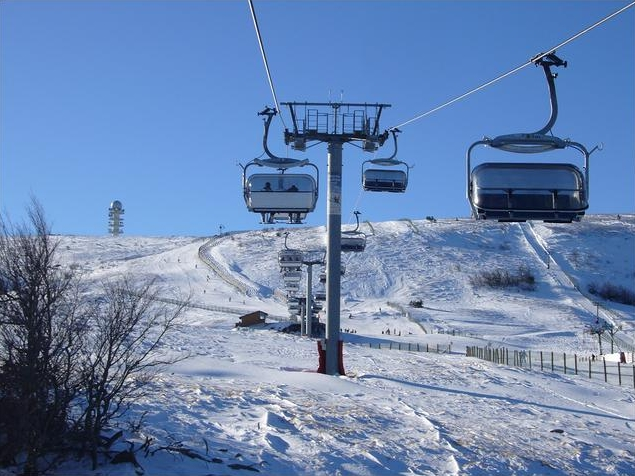
Telecadeira
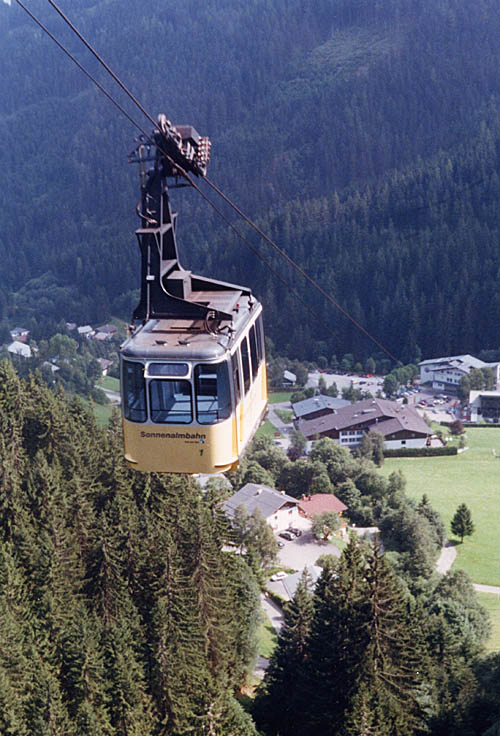
Teleférico